# Elecciones regionales de Apulia de 2020
Las elecciones regionales de Apulia de 2020 tuvieron lugar en Apulia, Italia, el 20 y el 21 de septiembre de 2020. Originalmente estaban programadas para el 31 de mayo de 2020, pero fueron retrasadas debido a la pandemia de coronavirus en Italia.

## Sistema electoral
El sistema electoral está establecido por la Ley Regional n. 7/2015. El consejo regional está formado por 50 concejales, más el presidente; Los primeros 23 escaños se dividen a nivel de circunscripción y los 27 restantes a nivel de colegio único regional. La ley prevé una sola ronda, con votación por lista, la posibilidad de expresar dos preferencias de diferente género dentro de la lista elegida y votar por el candidato a presidente, en una sola papeleta. Es posible votar por una lista y un candidato para la presidencia que no estén conectados entre sí (Panachage).
El candidato que obtenga la mayoría (aunque sea solo relativo) de los votos es elegido Presidente de la Región. A las listas vinculadas al presidente electo se les asigna finalmente una prima de gobernabilidad en la siguiente medida: al menos 29 escaños si el presidente electo ha obtenido un porcentaje de preferencias superior al 40%; al menos 28 escaños si el presidente electo ha obtenido un porcentaje de preferencias entre el 35% y el 40%, mientras que si cae por debajo del 35% se asignarán al menos 27 concejales. La ley establece un umbral del 8% para las coaliciones y listas que se presentan en solitario y del 4% para las listas que se presentan en coalición.

## Antecedentes
El 12 de enero de 2020, el Partido Democrático (PD) celebró sus primarias en las que resultó vencedor el gobernador Michele Emiliano.
| Primarias para presidente de Apulia de la Coalición de centroizquierda | Primarias para presidente de Apulia de la Coalición de centroizquierda | Primarias para presidente de Apulia de la Coalición de centroizquierda | Primarias para presidente de Apulia de la Coalición de centroizquierda |
| Candidato                                                              | Candidato                                                              | Votos                                                                  | %                                                                      |
| ---------------------------------------------------------------------- | ---------------------------------------------------------------------- | ---------------------------------------------------------------------- | ---------------------------------------------------------------------- |
|                                                                        | Michele Emiliano                                                       | 56.773                                                                 | 70,42                                                                  |
|                                                                        | Fabiano Amati                                                          | 11.559                                                                 | 14,34                                                                  |
|                                                                        | Elena Gentile                                                          | 9.753                                                                  | 12,10                                                                  |
|                                                                        | Leonardo Palmisano                                                     | 2.532                                                                  | 3,14                                                                   |
| Total                                                                  | Total                                                                  | 80.617                                                                 | 100,0                                                                  |

Tras la victoria de Emiliano en las primarias, considerado por Italia Viva (IV) demasiado cerca de las posiciones políticas del Movimiento 5 Estrellas (M5S), Matteo Renzi anunció que su partido se postulará separadamente de la coalición de centroizquierda. Otros partidos centristas como Más Europa y Acción acompañaron el llamado de Renzi. Acción había apoyado la candidatura de Fabiano Amati en las primarias del PD.
Tras los acuerdos preelectorales entre los tres partidos de la coalición de centroderecha, Hermanos de Italia anunció que el candidato en la región será Raffaele Fitto, eurodiputado y expresidente de Apulia. Sin embargo, la decisión fue rechazada por la sección de Salento de la Liga, que en cambio propuso a Nuccio Altieri. La elección final será determinada por el resultado de las elecciones regionales en Emilia-Romaña y Calabria, que podrían alterar el equilibrio entre las fuerzas de centro-derecha y, por tanto, conducir a una modificación de los acuerdos preelectorales.
El M5S celebró las primarias en su plataforma electoral Rousseau. Los candidatos fueron Cristian Casili, Mario Conca, Antonella Laricchia y Antonio Trevisi. Resultó elegida Antonella Laricchia.

## Partidos y candidatos
| Partido político o alianza | Partido político o alianza                                                 | Listas constituyentes                                                      | Listas constituyentes                                                      | Resultado previo | Resultado previo | Candidato           |
| Partido político o alianza | Partido político o alianza                                                 | Listas constituyentes                                                      | Listas constituyentes                                                      | Votos (%)        | Escaños          | Candidato           |
| -------------------------- | -------------------------------------------------------------------------- | -------------------------------------------------------------------------- | -------------------------------------------------------------------------- | ---------------- | ---------------- | ------------------- |
|                            | Coalición de centroizquierda                                               |                                                                            | Partido Democrático (PD)                                                   | 19,8             | 13               | Michele Emiliano    |
|                            | Coalición de centroizquierda                                               | Emiliano Alcalde de Apulia (ESP)                                           | 9,7                                                                        | 6                |                  | Michele Emiliano    |
|                            | Coalición de centroizquierda                                               | Populares con Emiliano (PcE) (incl. CD, AP y disidentes de UdC)            | 6,2                                                                        | 3                |                  | Michele Emiliano    |
|                            | Coalición de centroizquierda                                               | Pensionistas y Discapacitados (PeD)                                        | 0,4                                                                        | —                |                  | Michele Emiliano    |
|                            | Coalición de centroizquierda                                               | Sentido Cívico (SC) (incl. Art.1 y PRI)                                    | —                                                                          | —                |                  | Michele Emiliano    |
|                            | Coalición de centroizquierda                                               | Con Emiliano (CE)                                                          | —                                                                          | —                |                  | Michele Emiliano    |
|                            | Coalición de centroizquierda                                               | Apulia Solidaria y Verde (PSV) (La Fuerza de Apulia – SI – EV – PSI)       | —                                                                          | —                |                  | Michele Emiliano    |
|                            | Coalición de centroizquierda                                               | Italia en Común (IiC) (incl. M24A)                                         | —                                                                          | —                |                  | Michele Emiliano    |
|                            | Coalición de centroizquierda                                               | Partido Animalista (PAI)                                                   | —                                                                          | —                |                  | Michele Emiliano    |
|                            | Coalición de centroizquierda                                               | Partido del Sur (PdS)                                                      | —                                                                          | —                |                  | Michele Emiliano    |
|                            | Coalición de centroizquierda                                               | Sur Independiente (Sud Ind.)                                               | —                                                                          | —                |                  | Michele Emiliano    |
|                            | Coalición de centroizquierda                                               | Democracia Cristiana (DC)                                                  | —                                                                          | —                |                  | Michele Emiliano    |
|                            | Coalición de centroizquierda                                               | Izquierda Alternativa (SA)                                                 | —                                                                          | —                |                  | Michele Emiliano    |
|                            | Coalición de centroizquierda                                               | Asociación Sociedad Abierta – Los Liberales (I Lib.)                       | —                                                                          | —                |                  | Michele Emiliano    |
|                            | Coalición de centroizquierda                                               | Partido del Pensamiento y la Acción (PPA)                                  | —                                                                          | —                |                  | Michele Emiliano    |
|                            | Coalición de centroderecha                                                 |                                                                            | Forza Italia (FI)                                                          | 11,4             | 5                | Raffaele Fitto      |
|                            | Coalición de centroderecha                                                 | Hermanos de Italia (FdI)                                                   | 2,5                                                                        | —                |                  | Raffaele Fitto      |
|                            | Coalición de centroderecha                                                 | Liga (Lega)                                                                | 2,4                                                                        | —                |                  | Raffaele Fitto      |
|                            | Coalición de centroderecha                                                 | Nuevo Partido Socialista Italiano – Unión de Centro (NPSI–UdC)             | —                                                                          | —                |                  | Raffaele Fitto      |
|                            | Coalición de centroderecha                                                 | La Apulia Mañana – Fitto Presidente                                        | —                                                                          | —                |                  | Raffaele Fitto      |
|                            | Coalición M5S                                                              |                                                                            | Movimiento 5 Estrellas (M5S)                                               | 17,2             | 7                | Antonella Laricchia |
|                            | Coalición M5S                                                              | Apulia Futura (PF)                                                         | —                                                                          | —                |                  | Antonella Laricchia |
|                            | Coalición Italia Viva                                                      |                                                                            | Italia Viva (IV)                                                           | —                | —                | Ivan Scalfarotto    |
|                            | Coalición Italia Viva                                                      | Scalfarotto Presidente – Más Europa (incl. Az)                             | —                                                                          | —                |                  | Ivan Scalfarotto    |
|                            | Coalición Italia Viva                                                      | Futuro Verde (FV) (incl. Volt, PLI y ALI)                                  | —                                                                          | —                |                  | Ivan Scalfarotto    |
|                            | Trabajo Ambiente Constitución (LAC) (PRC – PCI – Resurgimiento Socialista) | Trabajo Ambiente Constitución (LAC) (PRC – PCI – Resurgimiento Socialista) | Trabajo Ambiente Constitución (LAC) (PRC – PCI – Resurgimiento Socialista) | 1,6              | —                | Nicola Cesaria      |
|                            | Ciudadanos de Apulia                                                       | Ciudadanos de Apulia                                                       | Ciudadanos de Apulia                                                       | —                | —                | Mario Conca         |
|                            | Llama Tricolor (FT)                                                        | Llama Tricolor (FT)                                                        | Llama Tricolor (FT)                                                        | —                | —                | Pierfranco Bruni    |
|                            | Reconquistar Italia (RI)                                                   | Reconquistar Italia (RI)                                                   | Reconquistar Italia (RI)                                                   | —                | —                | Andrea D'Agosto     |

1. ↑  0,9% de los votos para La Otra Apulia (PRC) + 0,7% de los votos para el PCI.

## Encuestas

### Candidatos
Boca de urna
| Fecha             | Encuestadora                                                     | Tamaño de la muestra | Emiliano    | Fitto     | Laricchia | Scalfarotto | Otros   | Indecisos | Dif.     |           |           |         |   |   |        |
| ----------------- | ---------------------------------------------------------------- | -------------------- | ----------- | --------- | --------- | ----------- | ------- | --------- | -------- | --------- | --------- | ------- | - | - | ------ |
| Fecha             | Encuestadora                                                     | Tamaño de la muestra | 21 Sep 2020 | Opinio    | –         | 39,0–43,0   | Otros   | Indecisos | Dif.     | 39,0–43,0 | 11,0–15,0 | 1,0–3,0 | – | – | Empate |
| 4 Sep 2020        | Lab2101 Archivado el 4 de septiembre de 2020 en Wayback Machine. | 1.325                | 30,2        | 30,9      | 30,8      | —           | —       | —         | 0,1      |           |           |         |   |   |        |
| 4 Sep 2020        | Bidimedia                                                        | 1.325                | 40,2        | 38,9      | 14,3      | 3,9         | 2,7     | 13,3      | 1,3      |           |           |         |   |   |        |
| 28 Ago–1 Sep 2020 | Scenari Politici–Winpoll                                         | 1.000                | 38,2        | 39,6      | 15,9      | 4,7         | 1,6     | —         | 1,4      |           |           |         |   |   |        |
| 28–31 Ago 2020    | Ipsos                                                            | 900                  | 39,4        | 41,0      | 15,6      | 1,6         | 2,4     | —         | 1,6      |           |           |         |   |   |        |
| 28–31 Ago 2020    | Quorum–YouTrend                                                  | 800                  | 39,4        | 40,2      | 15,3      | 3,9         | 1,2     | —         | 0,8      |           |           |         |   |   |        |
| 28 Ago 2020       | Tecnè                                                            | 2.000                | 36–40       | 39–43     | 14–18     | 2–6         | 1–3     | —         | -1–7     |           |           |         |   |   |        |
| 27–29 Ago 2020    | EMG                                                              | 1.200                | 38,5        | 43,5      | 12,5      | 3,0         | 2,5     | —         | 5,0      |           |           |         |   |   |        |
| 24 Ago–2 Sep 2020 | Noto                                                             | –                    | 36–40       | 39–43     | 12–16     | —           | 5–9     | —         | -1–7     |           |           |         |   |   |        |
| 10 Ago 2020       | EMG Archivado el 27 de septiembre de 2020 en Wayback Machine.    | –                    | 37,5        | 43,5      | 12,0      | 5,0         | 2,0     | —         | 6,0      |           |           |         |   |   |        |
| 8 Ago 2020        | Gpf                                                              | 1.501                | 42,3        | 37,9      | 16,1      | 2,1         | 0,3     | —         | 4,4      |           |           |         |   |   |        |
| 5–6 Ago 2020      | Tecnè                                                            | 1.000                | 37,0        | 42,0      | 15,0      | 4,5         | 1,5     | 14,9      | 5,0      |           |           |         |   |   |        |
| 3–6 Ago 2020      | BiDiMedia                                                        | 1.353                | 38,8        | 38,1      | 16,7      | 4,2         | 2,2     | 15,5      | 0,7      |           |           |         |   |   |        |
| 9–14 Jul 2020     | Lab21 Archivado el 18 de julio de 2020 en Wayback Machine.       | –                    | 34,5        | 30,2      | 31,1      | 3,1         | 1,1     | —         | 3,4      |           |           |         |   |   |        |
| 5–7 Jul 2020      | Troisi Research                                                  | 1.000                | 41,1        | 37,6      | 16,7      | 4,2         | 0,4     | —         | 3,5      |           |           |         |   |   |        |
| 3 Jul 2020        | Euromedia Research                                               | –                    | 39,8        | 37,8      | 17,1      | 3,6         | 1,7     | —         | 2,0      |           |           |         |   |   |        |
| 26 Jun 2020       | Noto                                                             | –                    | 38,0        | 45,0      | 11,0      | 4,0         | 2,0     | —         | 7,0      |           |           |         |   |   |        |
| 21 Jun 2020       | Lab21                                                            | –                    | 32,0–36,0   | 32,0–36,0 | 22,0–26,0 | 4,0–6,0     | 2,0–4,0 | —         | Empate   |           |           |         |   |   |        |
| 4 Jun 2020        | Noto                                                             | –                    | 37,5        | 45,0      | —         | —           | —       | —         | 7,5      |           |           |         |   |   |        |
| 4 Jun 2020        | EMG                                                              | –                    | 36,5        | 43,5      | —         | —           | —       | —         | 7,0      |           |           |         |   |   |        |
| 19 Feb 2020       | Noto                                                             | –                    | 32,0        | 46,0      | —         | —           | —       | —         | 14,0     |           |           |         |   |   |        |
| 4–10 Feb 2020     | MG Research                                                      | 600                  | 35,0–39,0   | 27,5–31,5 | 27,5–31,5 | 1,0–3,0     | 1,0–3,0 | —         | 4,5–11,5 |           |           |         |   |   |        |

### Partidos
| Fecha             | Encuestadora                                                  | Tamaño de la muestra | Centroizquierda | Centroizquierda | Centroizquierda | M5S       | Centroderecha | Centroderecha | Centroderecha | Centroderecha | Centro  | Otros   | Indecisos | Dif.     |     |      |      |     |     |     |      |     |
| Fecha             | Encuestadora                                                  | Tamaño de la muestra | PD              | PSV             | Otro            | M5S       | FI            | Lega          | FdI           | Otro          | Centro  | Otros   | Indecisos | Dif.     |     |      |      |     |     |     |      |     |
| ----------------- | ------------------------------------------------------------- | -------------------- | --------------- | --------------- | --------------- | --------- | ------------- | ------------- | ------------- | ------------- | ------- | ------- | --------- | -------- | --- | ---- | ---- | --- | --- | --- | ---- | --- |
| Fecha             | Encuestadora                                                  | Tamaño de la muestra | 4 Sep 2020      | Bidimedia       | Otro            | 1.325     | 15,3          | 3,8           | 19,8          | Otro          | 14,2    | Otros   | Indecisos | Dif.     | 8,5 | 11,1 | 13,7 | 6,2 | 3,9 | 2,9 | 13,9 | 1,1 |
| 28 Ago–1 Sep 2020 | Scenari Politici–Winpoll                                      | 1.000                | 16,7            | —               | 18,6            | 17,7      | 7,1           | 15,1          | 14,7          | 4,0           | 4,3     | 1,8     | —         | 1,0      |     |      |      |     |     |     |      |     |
| 28–31 Ago 2020    | Ipsos                                                         | 900                  | 18,0            | —               | 20,4            | 17,0      | 7,5           | 17,5          | 12,9          | 4,5           | —       | 2,2     | —         | 0,5      |     |      |      |     |     |     |      |     |
| 27–29 Ago 2020    | EMG                                                           | 1.200                | 18,0            | 2,0             | 16,0            | 14,5      | 8,0           | 14,0          | 13,0          | 9,0           | 3,0     | 2,5     | 24,3      | 3,5      |     |      |      |     |     |     |      |     |
| 10 Ago 2020       | EMG Archivado el 27 de septiembre de 2020 en Wayback Machine. | 1.800                | 21,5            | —               | 13,0            | 13,5      | 10,0          | 15,0          | 14,0          | 6,0           | 4,0     | 2,0     | —         | 6,5      |     |      |      |     |     |     |      |     |
| 3–6 Ago 2020      | BiDiMedia                                                     | 1.353                | 15,0            | 4,0             | 18,7            | 16,4      | 8,4           | 10,5          | 14,1          | 6,1           | 4,1     | 2,7     | 18,5      | 1,4      |     |      |      |     |     |     |      |     |
| 9–14 Jul 2020     | Lab21 Archivado el 18 de julio de 2020 en Wayback Machine.    | –                    | 21,3            | 3,2             | 10,2            | 22,7      | 7,6           | 17,4          | 9,3           | 2,3           | 4,1     | 0,6     | —         | 1,4      |     |      |      |     |     |     |      |     |
| 3 Jul 2020        | Euromedia Research                                            | –                    | 20,1            | 2,1             | 16,4            | 19,2      | 8,3           | 18,1          | 8,5           | 2,9           | 3,7     | 0,7     | 39,9      | 2,6      |     |      |      |     |     |     |      |     |
| 29–May–1 Jun 2020 | SWG                                                           | –                    | 39,0            | 39,0            | 39,0            | —         | 43,0          | 43,0          | 43,0          | 43,0          | —       | —       | —         | 4,0      |     |      |      |     |     |     |      |     |
| 26-28 Feb 2020    | Winpoll                                                       | –                    | 23,0            | 2,6             | 6,6             | 9,6       | 7,9           | 20,4          | 20,2          | 0,2           | 8,3     | 1,2     | 20        | 2,6      |     |      |      |     |     |     |      |     |
| 19 Feb 2020       | Noto                                                          | –                    | 20,0            | —               | —               | 15,0      | —             | 20,0          | 12,0          | —             | 6,0–6,5 | —       | —         | Empate   |     |      |      |     |     |     |      |     |
| 4–10 Feb 2020     | MG Research                                                   | 600                  | 19,0–23,0       | 6,0–10,0        | 2,0–6,0         | 25,0–29,0 | 5,0–9,0       | 16,0–20,0     | 6,0–10,0      | —             | 2,0–6,0 | 1,0–5,0 | —         | 2,0–10,0 |     |      |      |     |     |     |      |     |

1. 1 2 3 4 5 6 7 8 9  Esta encuesta fue encargada por un partido político.
2. ↑  Ivan Scalfarotto no era el candidato oficial en el momento en que se realizó la encuesta de opinión.

## Resultados
|                                              |                                    |           |        |         |                                             |                               |           |        |         |  |
| Candidatos                                   | Candidatos                         | Votos     | %      | Escaños | Partidos                                    | Partidos                      | Votos     | %      | Escaños |  |
|                                              | Michele Emiliano                   | 871.028   | 46,78  | 1       |                                             | Partido Democrático           | 289.188   | 17,25  | 16      |  |
|                                              | Michele Emiliano                   | 871.028   | 46,78  | 1       | Con Emiliano                                | 110.559                       | 6,59      | 6      |         |  |
|                                              | Michele Emiliano                   | 871.028   | 46,78  | 1       | Populares con Emiliano                      | 99.621                        | 5,94      | 5      |         |  |
|                                              | Michele Emiliano                   | 871.028   | 46,78  | 1       | Sentido Cívico – Un Nuevo Olivo por Apulia  | 69.780                        | 4,16      | –      |         |  |
|                                              | Michele Emiliano                   | 871.028   | 46,78  | 1       | Italia en Común                             | 64.886                        | 3,87      | –      |         |  |
|                                              | Michele Emiliano                   | 871.028   | 46,78  | 1       | Apulia Solidaria y Verde                    | 63.725                        | 3,80      | –      |         |  |
|                                              | Michele Emiliano                   | 871.028   | 46,78  | 1       | Emiliano Alcalde de Apulia                  | 43.404                        | 2,59      | –      |         |  |
|                                              | Michele Emiliano                   | 871.028   | 46,78  | 1       | Partido Animalista                          | 5.573                         | 0,33      | –      |         |  |
|                                              | Michele Emiliano                   | 871.028   | 46,78  | 1       | Izquierda Alternativa                       | 4.192                         | 0,25      | –      |         |  |
|                                              | Michele Emiliano                   | 871.028   | 46,78  | 1       | Pensionistas y Discapacitados               | 3.119                         | 0,19      | –      |         |  |
|                                              | Michele Emiliano                   | 871.028   | 46,78  | 1       | Partido del Sur                             | 1.410                         | 0,08      | –      |         |  |
|                                              | Michele Emiliano                   | 871.028   | 46,78  | 1       | Partido del Pensamiento y la Acción         | 1.243                         | 0,07      | –      |         |  |
|                                              | Michele Emiliano                   | 871.028   | 46,78  | 1       | Sur Independiente                           | 1.179                         | 0,07      | –      |         |  |
|                                              | Michele Emiliano                   | 871.028   | 46,78  | 1       | Democracia Cristiana                        | 1.047                         | 0,06      | –      |         |  |
|                                              | Michele Emiliano                   | 871.028   | 46,78  | 1       | Asociación Sociedad Abierta – Los Liberales | 806                           | 0,05      | –      |         |  |
| Total                                        | Total                              | 871.028   | 46,78  | 1       | 759.732                                     | 45,32                         | 27        |        |         |  |
|                                              | Raffaele Fitto                     | 724.928   | 38,93  | 1       |                                             | Hermanos de Italia            | 211.693   | 12,63  | 6       |  |
|                                              | Raffaele Fitto                     | 724.928   | 38,93  | 1       | Lega Salvini Apulia                         | 160.507                       | 9,57      | 4      |         |  |
|                                              | Raffaele Fitto                     | 724.928   | 38,93  | 1       | Forza Italia Berlusconi por Fitto           | 149.399                       | 8,91      | 4      |         |  |
|                                              | Raffaele Fitto                     | 724.928   | 38,93  | 1       | La Apulia Mañana                            | 141.201                       | 8,42      | 3      |         |  |
|                                              | Raffaele Fitto                     | 724.928   | 38,93  | 1       | UDC – Nuevo PSI                             | 31.736                        | 1,89      | –      |         |  |
| Total                                        | Total                              | 724.928   | 38,93  | 1       | 694.536                                     | 41,43                         | 17        |        |         |  |
|                                              | Antonella Laricchia                | 207.038   | 11,12  | –       |                                             | Movimiento 5 Estrellas        | 165.243   | 9,86   | 5       |  |
|                                              | Antonella Laricchia                | 207.038   | 11,12  | –       | Apulia Futura                               | 9.897                         | 0,59      | –      |         |  |
| Total                                        | Total                              | 207.038   | 11,12  | –       | 175.140                                     | 10,45                         | 5         |        |         |  |
|                                              | Ivan Scalfarotto                   | 29.808    | 1,60   | –       |                                             | Italia Viva                   | 18.025    | 1,08   | –       |  |
|                                              | Ivan Scalfarotto                   | 29.808    | 1,60   | –       | Scalfarotto Presidente                      | 5.062                         | 0,30      | –      |         |  |
|                                              | Ivan Scalfarotto                   | 29.808    | 1,60   | –       | Futuro Verde                                | 1.888                         | 0,11      | –      |         |  |
| Total                                        | Total                              | 29.808    | 1,60   | –       | 24.975                                      | 1,49                          | –         |        |         |  |
|                                              | Mario Conca                        | 16.531    | 0,89   | –       |                                             | Ciudadanos de Apulia          | 12.162    | 0,73   | –       |  |
|                                              | Nicola Cesaria                     | 7.222     | 0,39   | –       |                                             | Trabajo Ambiente Constitución | 5.880     | 0,35   | –       |  |
|                                              | Pierfranco Bruni                   | 3.115     | 0,17   | –       |                                             | Llama Tricolor                | 2.362     | 0,14   | –       |  |
|                                              | Andrea D'Agosto                    | 2.353     | 0,13   | –       |                                             | Reconquistar Italia           | 1.712     | 0,10   | –       |  |
|                                              |                                    |           |        |         |                                             |                               |           |        |         |  |
| Votos blancos y nulos                        | Votos blancos y nulos              | 149.658   | 7,44   |         |                                             |                               |           |        |         |  |
| Total candidatos                             | Total candidatos                   | 1.862.023 | 100,00 | 2       | Total partidos                              | Total partidos                | 1.676.499 | 100,00 | 49      |  |
| Votantes registrados/participación           | Votantes registrados/participación | 3.565.013 | 56,43  |         |                                             |                               |           |        |         |  |
| Fuente: Ministerio del Interior – Resultados |                                    |           |        |         |                                             |                               |           |        |         |  |

| \| Voto popular \| Voto popular \| Voto popular \| Voto popular \| Voto popular \| \| ------------ \| ------------ \| ------------ \| ------------ \| ------------ \| \| \| \| \| \| \| \| PD \| PD \| \| 17.25 % \| 17.25 % \| \| FdI \| FdI \| \| 12.63 % \| 12.63 % \| \| M5S \| M5S \| \| 9.86 % \| 9.86 % \| \| Lega \| Lega \| \| 9.57 % \| 9.57 % \| \| FI \| FI \| \| 8.91 % \| 8.91 % \| \| LPD \| LPD \| \| 8.42 % \| 8.42 % \| \| CE \| CE \| \| 6.59 % \| 6.59 % \| \| PcE \| PcE \| \| 5.94 % \| 5.94 % \| \| SC \| SC \| \| 4.16 % \| 4.16 % \| \| IiC \| IiC \| \| 3.87 % \| 3.87 % \| \| PSV \| PSV \| \| 3.80 % \| 3.80 % \| \| ESP \| ESP \| \| 2.59 % \| 2.59 % \| \| UdC-NPSI \| UdC-NPSI \| \| 1.89 % \| 1.89 % \| \| IV \| IV \| \| 1.08 % \| 1.08 % \| \| Otros \| Otros \| \| 3.42 % \| 3.42 % \| |          |  |         |         |
| Voto popular |          |  |         |         |
| |          |  |         |         |
| PD | PD       |  | 17.25 % | 17.25 % |
| FdI | FdI      |  | 12.63 % | 12.63 % |
| M5S | M5S      |  | 9.86 %  | 9.86 %  |
| Lega | Lega     |  | 9.57 %  | 9.57 %  |
| FI | FI       |  | 8.91 %  | 8.91 %  |
| LPD | LPD      |  | 8.42 %  | 8.42 %  |
| CE | CE       |  | 6.59 %  | 6.59 %  |
| PcE | PcE      |  | 5.94 %  | 5.94 %  |
| SC | SC       |  | 4.16 %  | 4.16 %  |
| IiC | IiC      |  | 3.87 %  | 3.87 %  |
| PSV | PSV      |  | 3.80 %  | 3.80 %  |
| ESP | ESP      |  | 2.59 %  | 2.59 %  |
| UdC-NPSI | UdC-NPSI |  | 1.89 %  | 1.89 %  |
| IV | IV       |  | 1.08 %  | 1.08 %  |
| Otros | Otros    |  | 3.42 %  | 3.42 %  |

| \| Presidente \| Presidente \| Presidente \| Presidente \| Presidente \| \| ----------- \| ----------- \| ---------- \| ---------- \| ---------- \| \| \| \| \| \| \| \| Emiliano \| Emiliano \| \| 46.78 % \| 46.78 % \| \| Fitto \| Fitto \| \| 38.93 % \| 38.93 % \| \| Laricchia \| Laricchia \| \| 11.12 % \| 11.12 % \| \| Scalfarotto \| Scalfarotto \| \| 1.60 % \| 1.60 % \| \| Conca \| Conca \| \| 0.89 % \| 0.89 % \| \| Cesaria \| Cesaria \| \| 0.39 % \| 0.39 % \| \| Bruni \| Bruni \| \| 0.17 % \| 0.17 % \| \| D'Agosto \| D'Agosto \| \| 0.13 % \| 0.13 % \| |             |  |         |         |
| Presidente |             |  |         |         |
| |             |  |         |         |
| Emiliano | Emiliano    |  | 46.78 % | 46.78 % |
| Fitto | Fitto       |  | 38.93 % | 38.93 % |
| Laricchia | Laricchia   |  | 11.12 % | 11.12 % |
| Scalfarotto | Scalfarotto |  | 1.60 %  | 1.60 %  |
| Conca | Conca       |  | 0.89 %  | 0.89 %  |
| Cesaria | Cesaria     |  | 0.39 %  | 0.39 %  |
| Bruni | Bruni       |  | 0.17 %  | 0.17 %  |
| D'Agosto | D'Agosto    |  | 0.13 %  | 0.13 %  |

| \| Porcentaje de escaños \| Porcentaje de escaños \| Porcentaje de escaños \| Porcentaje de escaños \| Porcentaje de escaños \| \| --------------------- \| --------------------- \| --------------------- \| --------------------- \| --------------------- \| \| \| \| \| \| \| \| Centroizquierda \| Centroizquierda \| \| 54.90 % \| 54.90 % \| \| Centroderecha \| Centroderecha \| \| 35.30 % \| 35.30 % \| \| M5S \| M5S \| \| 9.80 % \| 9.80 % \| |                 |  |         |         |
| Porcentaje de escaños |                 |  |         |         |
| |                 |  |         |         |
| Centroizquierda | Centroizquierda |  | 54.90 % | 54.90 % |
| Centroderecha | Centroderecha   |  | 35.30 % | 35.30 % |
| M5S | M5S             |  | 9.80 %  | 9.80 %  |

### Participación
| Región                                                                                                | Hora       | Hora       | Hora       | Hora     |
| Región                                                                                                | Domingo 20 | Domingo 20 | Domingo 20 | Lunes 21 |
| Región                                                                                                | 12:00      | 19:00      | 23:00      | 15:00    |
| --- | ---------- | ---------- | ---------- | -------- |
| Apulia                                                                                                | 12,04%     | 27,60%     | 39,89%     | 56,43%   |
| Provincia                                                                                             | Hora       | Hora       | Hora       | Hora     |
| Provincia                                                                                             | Domingo 20 | Domingo 20 | Domingo 20 | Lunes 21 |
| Provincia                                                                                             | 12:00      | 19:00      | 23:00      | 15:00    |
| Bari                                                                                                  | 12,95%     | 29,20%     | 40,92%     | 56,88%   |
| Barletta-Andria-Trani                                                                                 | 12,76%     | 29,72%     | 42,61%     | 59,95%   |
| Brindisi                                                                                              | 11,53%     | 26,71%     | 38,70%     | 54,79%   |
| Foggia                                                                                                | 10,66%     | 25,07%     | 36,54%     | 52,76%   |
| Lecce                                                                                                 | 12,18%     | 27,84%     | 41,05%     | 58,12%   |
| Tarento                                                                                               | 11,23%     | 25,67%     | 38,53%     | 55,75%   |
| Fuente: Ministerio del Interior – Participación Archivado el 6 de octubre de 2020 en Wayback Machine. |            |            |            |          |